# Fabra (agencia)
La agencia Fabra fue una de las primeras agencias de noticias de España, fundada en 1919. Fue precursora de la Agencia EFE, junto a las agencias Faro y Febus.

## Historia
El periodista Nilo María Fabra fundó en 1865 una organización de corresponsales con el objetivo de servir noticias a los periódicos locales, con el nombre de Agencia de Corresponsales, que sería la primera agencia periodística española. En 1870 entró en contacto con las agencias de noticias extranjeras Havas y Reuters. Funcionó con capital francés hasta que en 1918 Luis Amato de Ibarrola y Maximino Esteban Núñez aportaron 100.000 pesetas. En 1919 se constituyó como sociedad anónima. Sin embargo, pese a contar con capital español, la francesa Havas se seguía reservando el control de parte del capital.
Durante su existencia llegó a coexistir con otras agencias, como Mencheta, Febus o Logos. En 1926 salió Havas del accionariado —que hasta entonces había controlado el 90%— y entraron como accionistas los bancos Hispano Americano, Central, Bilbao y Vizcaya. Al año siguiente fue nacionalizada, pasando a quedar controlada por el gobierno. Fabra tuvo el monopolio de las noticias internacionales hasta que en 1933 se instaló en Madrid la Deutsches Nachrichtenbüro (DNB).
Tras la Guerra civil la agencia Fabra fue confiscada por las fuerzas franquistas, y su estructura y personal serían aprovechados por la nueva agencia EFE.